# Robert Bresson
Robert Bresson (25. září 1901 Bromont-Lamothe, Puy-de-Dôme, Auvergne, Francie – 18. prosince 1999 Paříž, Francie) byl francouzský režisér.
Původně byl malíř, který se posléze prosadil ve čtyřicátých letech jako filmový režisér a dalších čtyřicet let zůstal jednou z nejvlivnějších postav světové kinematografie. Jeho sedm filmů bylo zařazeno filmovými kritiky mezi 250 největších filmových děl historie. Nestál o popularitu vlastní osoby a informace o svém soukromí celý život skrýval. Proslavil ho jedinečný přístup k filmu, originální práce se všemi jeho složkami. Jeho díla jsou neobvykle citlivá, harmonická, plná zvláštní spirituality i tragiky.

## Biografie
Narodil se 25. 9. 1901 v Auvergne, menším městě ležícím jižně od Paříže (donedávna se z neznámých důvodů uváděl rok 1907). S nevalným zájmem o studia absolvoval gymnázium a podle některých zdrojů poté studoval filozofii. Byl hudebníkem a fotografem. Teprve později ho začala fascinovat literatura, především Stendhal, Dickens, Dostojevskij, Mallarmé, Valéry, Montaigne a Proust. Celý život se věnoval také malířství. Roku 1926 si vzal Leidii van der Zee, později (neznámo kdy) se rozvedli. V letech 1940/41 byl 18 měsíců německým válečným zajatcem. Roku 1949 založil s Jeanem Cocteauem a Rogerem Leenhardtem společnost Objectif 49, z níž později vzešel časopis Cahiers du Cinéma. Několik let byl prezidentem Societé des realisateurs de films. Na začátku 90. let se oženil podruhé. Tu čest měla Marie-Madeleine van der Mersch, asistentka režie u jeho filmu Čtyři noci jednoho snílka. Společně s violoncellistou Mstislavem Rostropovičem založil v Paříži Společnost Andreje Tarkovského, pečující o Tarkovského odkaz. Snad pro vyznění svých filmů byl považován za jansenistu, sám to ale popíral a hlásil se jen obecně ke katolicismu. Zemřel bez výraznějšího zájmu médií 18. prosince 1999 na svém venkovském sídle v Droue-sur-Drouette západně od Paříže.

## Film
K filmu se dostává počátkem 30. let, psal dialogy ke komedii To byl muzikant (1933). Roku 1934 natáčí svou prvotinu, pětadvacetiminutovou surreálnou satirickou frašku, která hýří vizuálními nápady a gagy. Film Les Affaires publiques (Veřejné záležitosti) ale neměl divácký úspěch a posléze byl dokonce ztracen a objeven až v roce 1988. Devět let Bresson nedostal příležitost režírovat. V tomto období se podílel na dvou scénářích. Krátce také asistoval u Reného Claira (v jednom rozhovoru to ale popřel), film nebyl nikdy dokončen.
Celovečerním debutem byly v roce 1943 Andělé hříchu, příběh z prostředí kláštera o dvou ženách protikladných povah. Film se na první pohled odlišoval od ostatních snímků té doby evidentní nevyklenutostí fabulačního oblouku, rozdrobením dějové linie a vyústěním, které dbá daleko více o duchovní poselství příběhu než o logické vyvrcholení jeho dějových peripetií. To vše se stane pro Bressonovy filmy typické. Film znovu neměl úspěch u řadových diváků a následující Dámy z Bouloňského lesíka (1945) byly dokonce častokrát vypískány (nadchly ale mladíky, kteří se proslaví jako pilíře Francouzské nové vlny). Herečka Maria Casarésová vzpomíná na Bressona jako na „nesnesitelného tyrana a pedanta“, jemuž by „před kamerou snad nejlépe byli vyhovovali roboti s plně automatizovaným, bezduchým projevem“.
S filmem Deník venkovského faráře (1951) se Bresson psychologického herectví vzdává už nadobro a nadále pracuje výhradně s neherci („modely“), které nutí své repliky opakovat tak dlouho, až se jim plně zautomatizují (mimo jiné i proto znějí dialogy tak úsečně a stručně – aby se dobře pamatovaly). Ideální bylo, když model nepřemýšlel o tom, co dělá a říká, nepoužíval mimiku a nechal jen působit svou tvář, která „je vymodelována jeho duší“ (a odkazuje tedy ne k aktuálním psychickým pochodům postavy, ale k její dlouhodobé niterné identitě). Z toho měla vycházet věrohodnost. Klasické „předstírající“ herectví Bressona iritovalo, stejně jako „naivní barbarství“ dabingu. Nechodil skoro vůbec do kina, protože se prý na normální filmy prostě nedokázal dívat.
Jediným výrazným komerčním úspěchem byl snímek K smrti odsouzený uprchl (1956), který byl mimo jiné oceněn cenou za režii v Cannes. S různými přestávkami zapříčiněnými problémy se sháněním peněz vznikaly další filmy, z nichž nejvýznamnější jsou Pickpocket (1959), volně inspirovaný románem Zločin a trest, A co dále, Baltazare (1966), jehož hlavním hrdinou je osel, Muška (1967) a Peníze (1983), s kterými podruhé získal cenu za režii v Cannes.
Dodnes je ve filmařském světě autoritou a hlásí se k němu takoví tvůrci jako třeba Jean-Luc Godard, Paul Schrader, Michael Haneke, Aki Kaurismäki nebo Jim Jarmusch.